# Marché de Notre-Dame d'Afrique
Le Marché de Notre Dame d'Afrique est un bâtiment de Santa Cruz de Tenerife situé à Tenerife, sur les îles Canaries (Espagne). Il est populairement connu aussi comme La Recova. De style architectural néocolonial, il a été inauguré en 1944. Dans l'édifice se trouve le marché municipal de Santa Cruz.
Le 4 janvier 1944 le marché de Notre Dame d'Afrique est ouvert, il porte ce nom en souvenir de l'épouse du Général Serrador.

## Caractéristiques
Le marché présente un air colonial néoclassique avec un sens urbanistique moderne, avec trois grandes cours de grandes proportions, dont une centrale, ressemblant à une place de style espagnol classique, et deux latérales.
L'arc, la cour centrale et la tour de style mudéjar constituent les principaux éléments marquants de l'ensemble, qui a été conçu en fonction du concept de forteresse, puis du mode par le style californien des Missions.
- En 2019, le quotidien britannique The Guardian place le Marché de Notre Dame d'Afrique dans les dix meilleurs du monde, avec le marché de Fès au Maroc, le marché de Mahané Yehuda à Jérusalem, le marché de nourritures Lau Pa Sat à Singapour, le marché de livres de College Street à Calcutta (Inde), le marché nocturne d'hiver à Melbourne (Australie), le marché Pike Place à Seattle (États-Unis), et le marché turc de Berlin[2].

## Galerie d'images

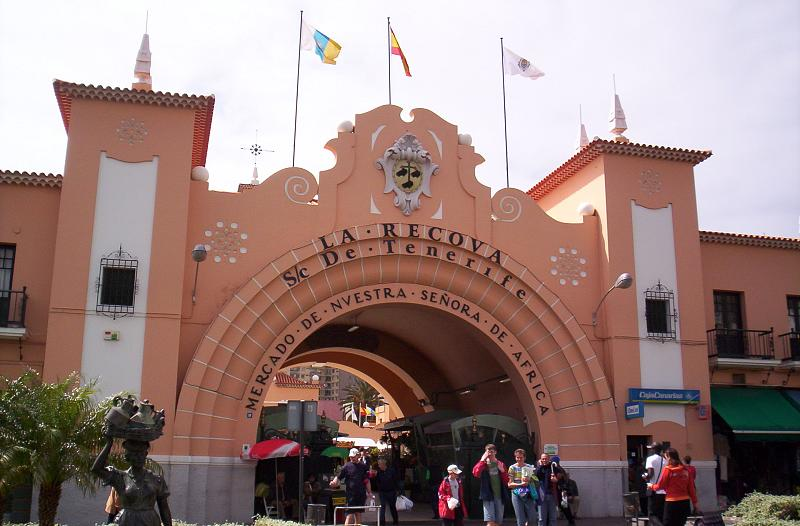
Entrée au marché.
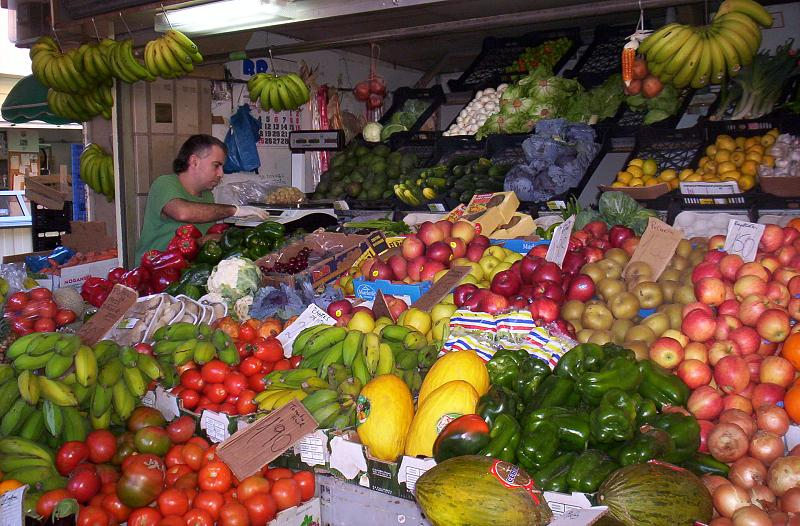
Fruits dans le marché.
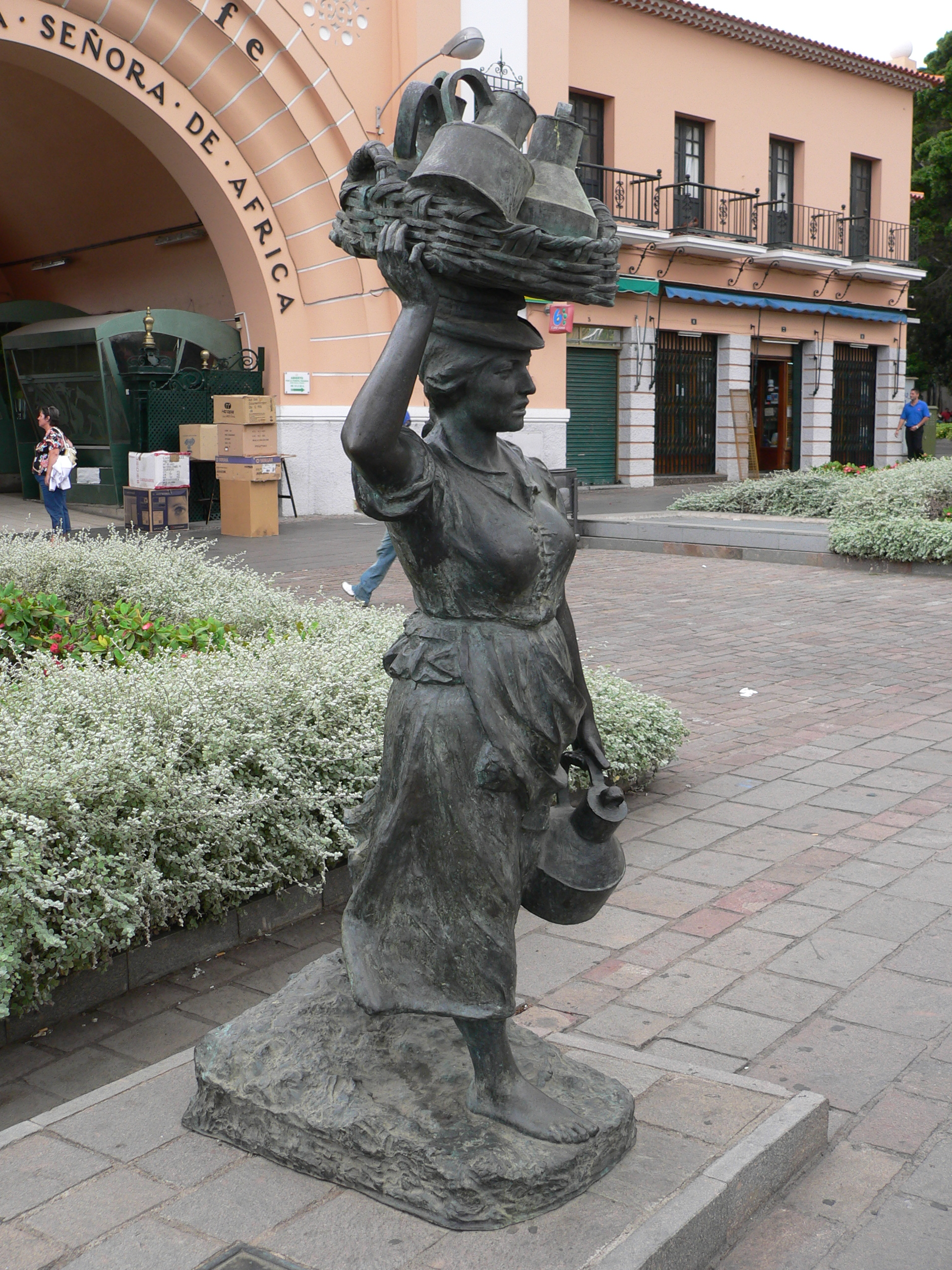
Statue de La Laitière à la porte principale du marché.
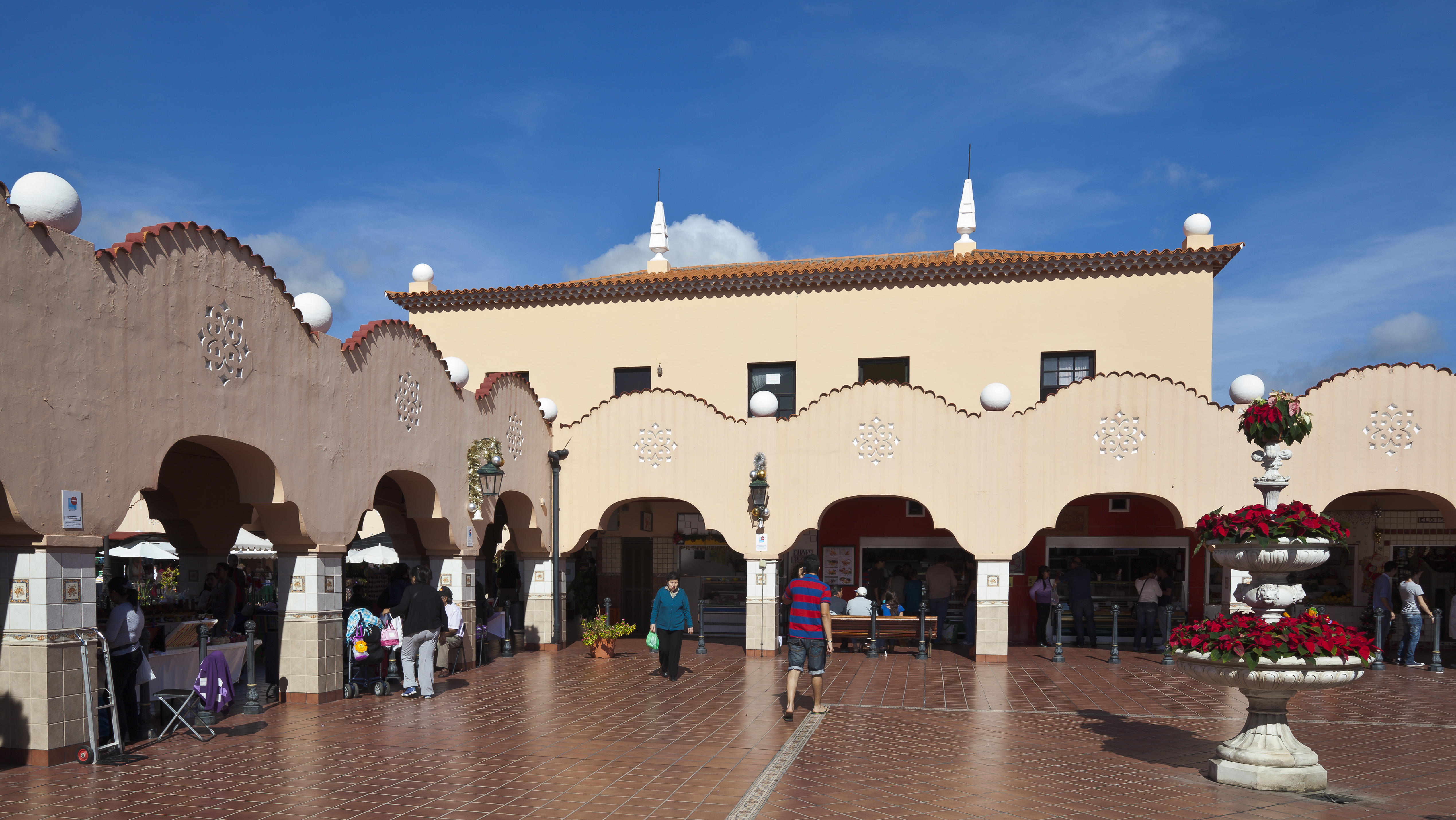
Cour intérieure du marché.
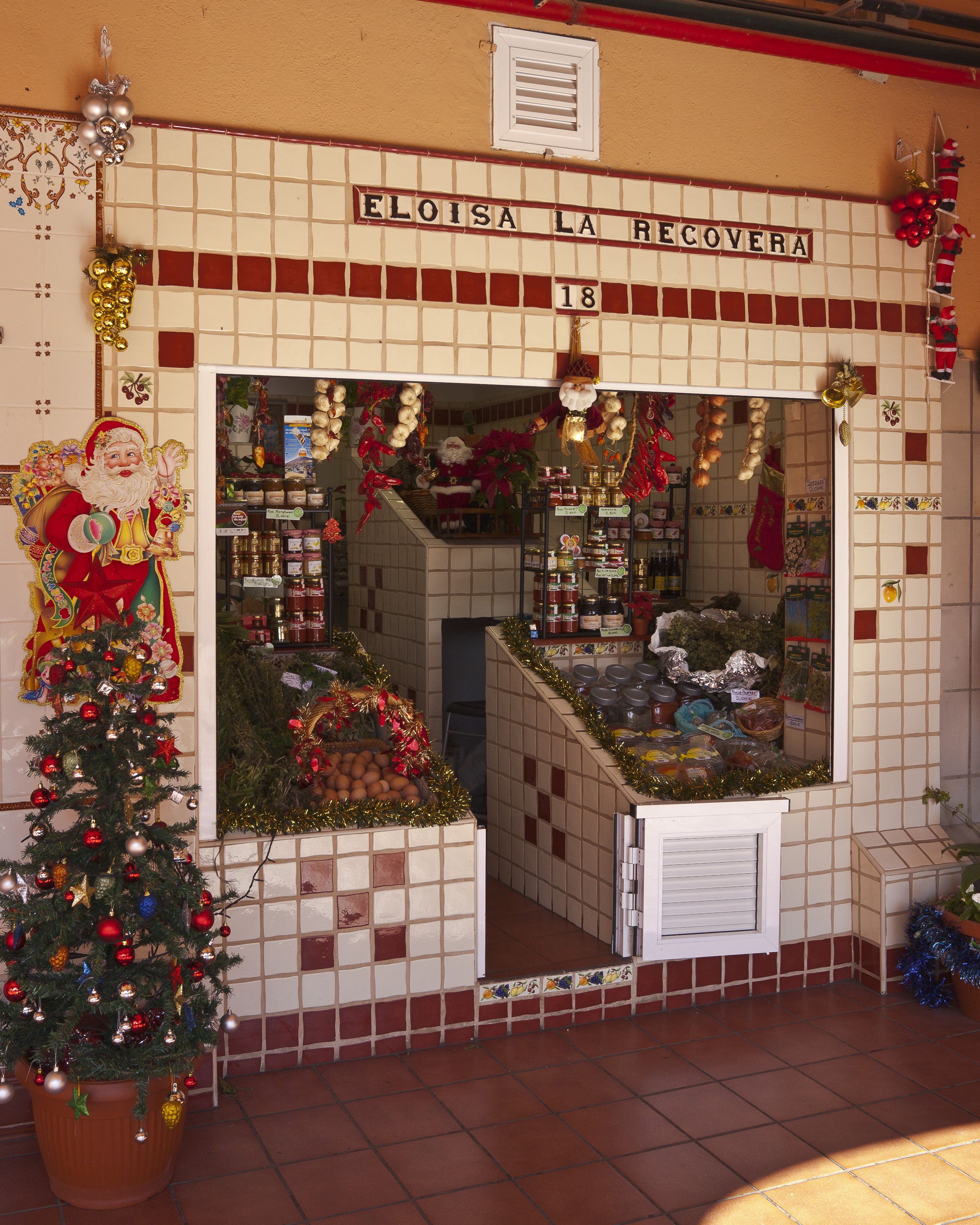
Vente de conserves.
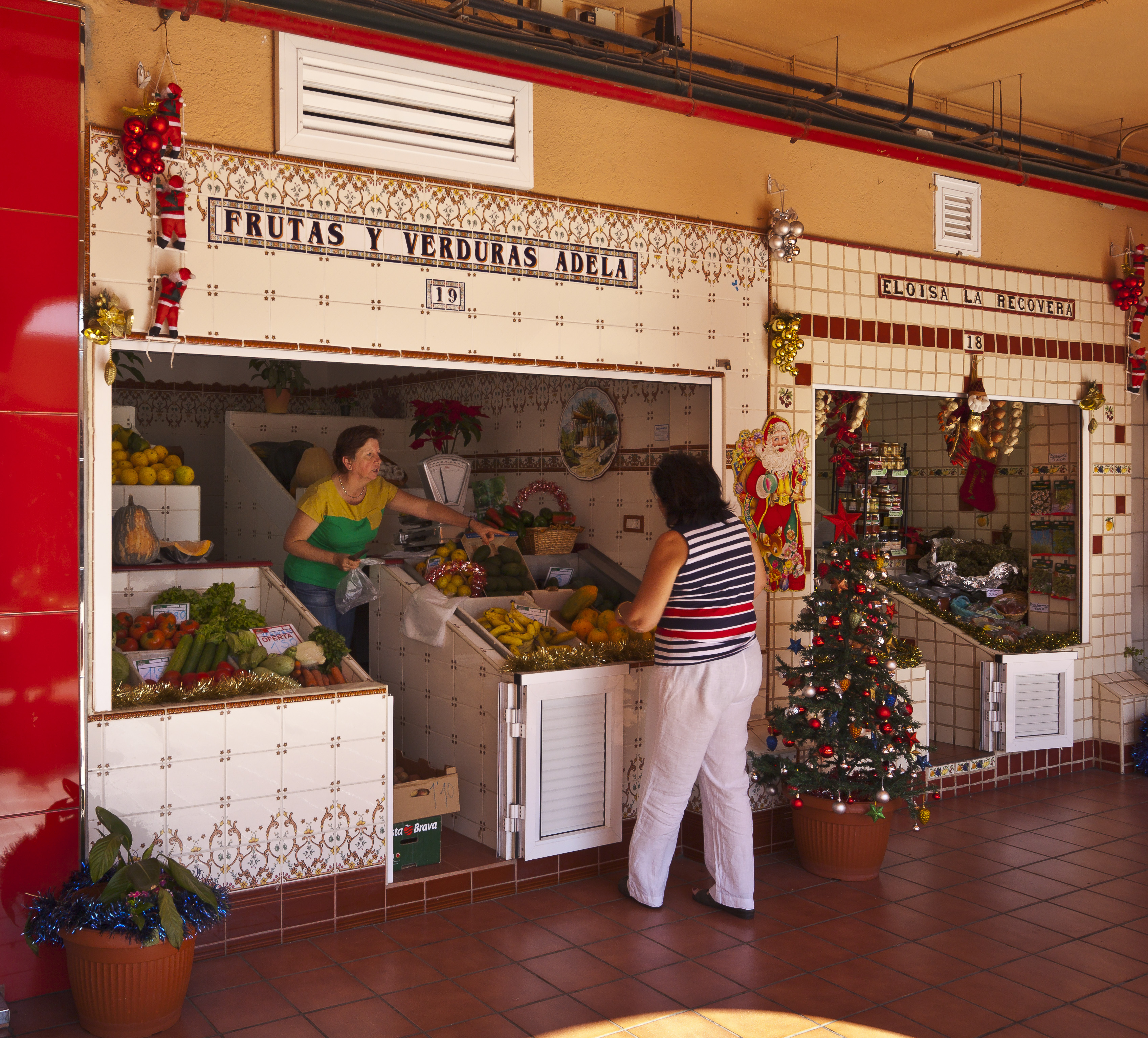
Vente de fruits et légumes.
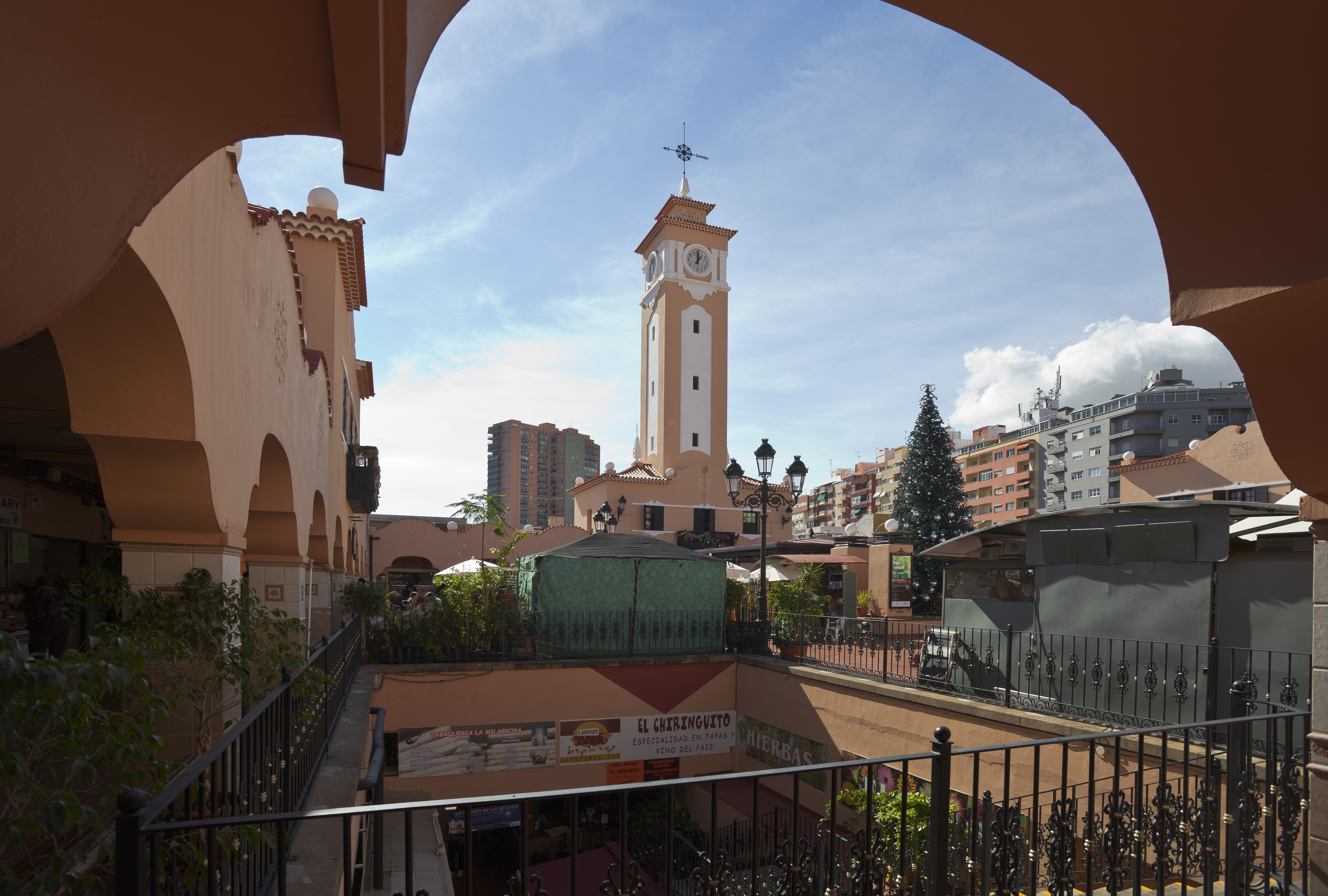
Vue de la tour depuis l'intérieur du marché.
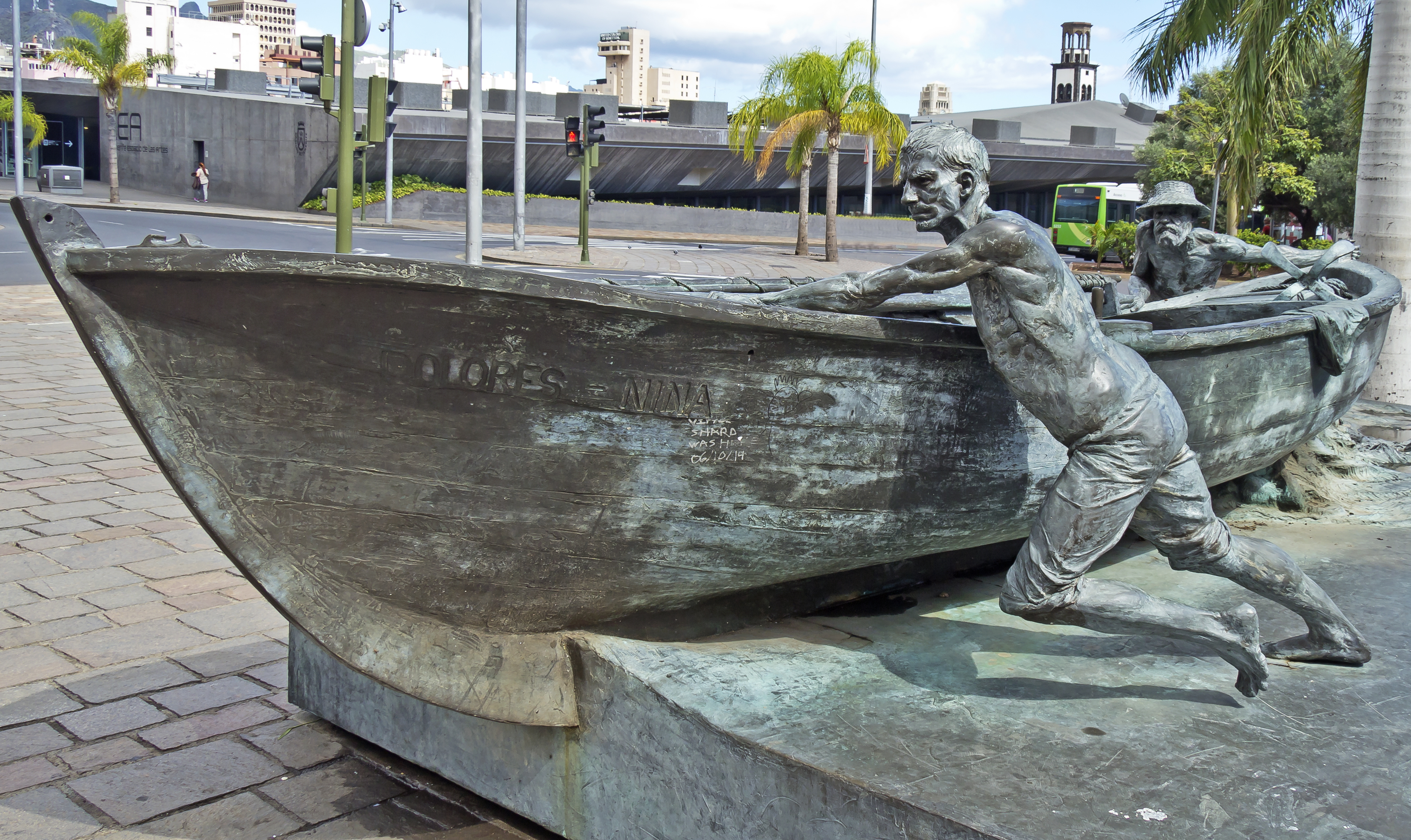
Homenaje al chicharrero (hommage au ténérifais). Cette sculpture du Tenerifais Javier Murcie Trujillo représente deux pêcheurs qui traînent leur barque.